# Levisto Z
Levisto Z (* 1997; † 10. Dezember 2021) war ein Holsteinerhengst und ein erfolgreiches deutsches Springpferd. Levisto Z wurde im Sport von der belgischen Springreiterin Judy-Ann Melchior geritten, stationiert war  er auf dem Gestüt Zangersheide im belgischen Lanaken. Im September 2013 wurde er aus dem Sport verabschiedet.
Auch Levistos Mutter Hirtin war unter dem Namen „Chica Bay“ ein erfolgreiches Springpferd. Sie ist die Vollschwester der international erfolgreichen Hengste Clinton I (Thomas Voß), einem der besten Springpferdevererber Deutschlands, und Clinton II (Alois Pollmann-Schweckhorst). Seine Großmutter Waage brachte mit Carolus II den Wallach Clintus (Marco Kutscher), ebenfalls ein international erfolgreiches Springpferd. Levisto Z starb am 10. Dezember 2021 mit knapp 25 Jahren.

## Levisto Z als Vererber
Obwohl Levisto nur sehr sparsam in der Zucht eingesetzt wird, hat er bereits über 20 gekörte Söhne. Laut der FN-Zuchtwertschätzung 2009 gehört er zum top-ein-Prozent der Springpferdehengste. Bei seiner Hengstleistungsprüfung erhielt Levisto Z im Springen 157 Punkte.